# Homoneura inhumeralis
Homoneura inhumeralis är en tvåvingeart som beskrevs av Kim 1994. Homoneura inhumeralis ingår i släktet Homoneura och familjen lövflugor. Inga underarter finns listade i Catalogue of Life.